# Jiří Neustupný
Jiří Neustupný  (22. září 1905 Plzeň – 28. srpna 1981 Praha) byl český archeolog, muzejník a vysokoškolský pedagog.

## Život
Na Filozofické fakultě Univerzity Karlovy studoval nejprve dějepis a zeměpis s pedagogickým zaměřením, pod vlivem profesora Lubora Niederla si původní studijní zaměření na slovanskou filologii a etnologii rozšířil o prehistorickou archeologii. V roce 1928 dosáhl titulu PhDr., v roce 1962 titulu DrSc..
V roce 1925 nastoupil jako pomocná vědecká síla do oddělení prehistorie Národního muzea pod vedením přednosty doc. Albína Stockého. Věnoval se období paleolitu a eneolitu, postupně se zaměřil na teorii a metodologii oboru a obecné otázky pravěku.
Až do šedesátých let 20. století prováděl terénní výzkumy – halštatské mohyly u Újezdu u Svatého Kříže (1934–1936), neolitické sídliště u Hlubokých Mašůvek (1947–1950), eneolitická výšinné sídliště Koubova skála (1951), hradiště u Brloha (1968).
Byl členem a funkcionářem celé řady odborných organizací, např. Archeologické komise ČAVU (od 1946), Archeologické komise ČSAV (1963), místopředseda světového archeologického kongresu v Praze (1966). Redigoval odborná periodika: Obzor prehistorický (1950), v Národním muzeu edici Fontes archeologici Pragenses (od 1958), Průvodce pravěkem (od 1969).[zdroj⁠?!] Je po něm pojmenována ulice na sídlišti Luka v městské části Praha 13 – Neustupného.
Jiří Neustupný podnikl v rámci své činnosti řadu studijních i výzkumných cest po Československu i do zahraničí: do Rumunska, Bulharska, Řecka, Německa, Francie, Dánska, Švédska, Velké Británie a Irska, USA a Mexika.

## Dílo
Kromě praktické archeologie se věnoval teoretické muzeologické činnosti: v letech 1926–1946 zastával funkci tajemníka Svazu čs. resp. českých muzeí, od roku 1950 přednášel muzeologii na FF UK, 1967–1981 vedl jím vytvořené Středisko pro výuku muzeologie FF UK při Národním muzeu, 1969 byl jmenován řádným profesorem počátků lidských dějin a muzeologie UK, 1953–1958 přednášel na VŠ pedagogické, 1968–1974 přednášel na Univerzitě 17. listopadu v Praze.
Napsal naše první příručky muzeologie, zohledňující její aplikaci v archeologii, o muzejní reprezentaci oboru se zasloužil moderně pojatými expozicemi Národního muzea: Pravěké dějiny Čech (1946), Od pravěku k českým Slovanům (1948), Pravěk Československa (1958, s jím řízenou přípravnou konferencí 1956, první aplikace proudové vitríny) a její modifikace Pravěké dějiny na našem území (od 1966, s adaptacemi trvá dodnes).
Z jeho podnětu a pod jeho řízením proběhly v Národním muzeu během let 1969–1989 stovky přednášek v každoročních cyklech Mimoškolní výuky prehistorie a protohistorie. V jeho osobním fondu se v hojném počtu dochovaly texty přednášek v Národním muzeu, v rozhlase aj.

### Hodnocení díla
- Rudolf Turek ve svém článku k jubilantovým 60. narozeninám uvádí autorství Jiřího Neustupného ke 14 knihám a více než 270 článkům a recenzím, publikovaným z poloviny v cizích jazycích. Upozorňuje zde na skvělou autorovu znalost čtyř světových jazyků a většiny jazyků slovanských. Vydáním knihy Pravěk lidstva (1946) se zasloužil o pevné datování našeho nejstaršího neolitu; publikací Pravěké dějiny Lužice (1946) dovršil svůj dlouholetý zájem o srbskou Lužici. Světové publicity dosáhl prací Studies on the Eneolithic Plastic Arts (1956) s rozborem našich neolitických opevněných sídlišť na základě výzkumu v Hlubokých Mašůvkách. Dále publikoval např. Pravěk Československa (1960), metodicky významné Náboženství pravěkého lidstva v Čechách a na Moravě a mnoho dalších prací o dějinách zemědělství, neolitu Rumunska, pravěkém umění, etnogenezi Indoevropanů atd. Zásluhu Jiřího Neustupného o českou vědu vidí Rudolf Turek zejména ve vymezení chronologie středoevropského neolitu a eneolitu, v základní klasifikaci starého paleolitu a genetických problémů vývoje na našem území od paleolitu až do mladší doby bronzové. Jde i o otázky doby stěhování národů v karpatské kotlině a některé otázky slavistické (Czechoslovakia before the Slavs, 1961, atd.).
- Muzeolog Václav Pubal hodnotí u příležitosti stejného jubilea Neustupného činnost muzeologickou, zejména jeho práci Otázky dnešního muzejnictví (1950). Poukazuje na fakt, že s vydáním tohoto díla souviselo i předložení habilitační práce Jiřího Neustupného z oboru muzeologie a prehistorie a zahájení soustavné výuky na katedře prehistorie Filozofické fakulty Univerzity Karlovy v Praze.
- Jan Rataj ve svém jubilejním příspěvku oceňuje Neustupného přínos k rozšíření a obohacení prehistorické sbírky Národního muzea, dosud budované ještě v duchu Palackého programu pouze nálezy z Čech. Neustupný začal poprvé programově sbírat památky z celého území našeho státu.

## Spisy
- Náboženství pravěkého lidstva v Čechách a na Moravě, Praha : Život a práce, 1940
- Pravěk Československa, Praha : Orbis, 1960
- Muzeum a věda, Praha : Kabinet muzejní a vlastivědné práce při Nár. muzeu v Praze, 1968